# Hameau Nicolo
Le hameau Nicolo est une voie en impasse du 16e arrondissement de Paris, en France.

## Situation et accès
Cette voie privée commence au 13, rue Nicolo et se termine en impasse.
Le hameau Nicolo est desservi par la station de métro Passy ou celle de La Muette.

## Origine du nom

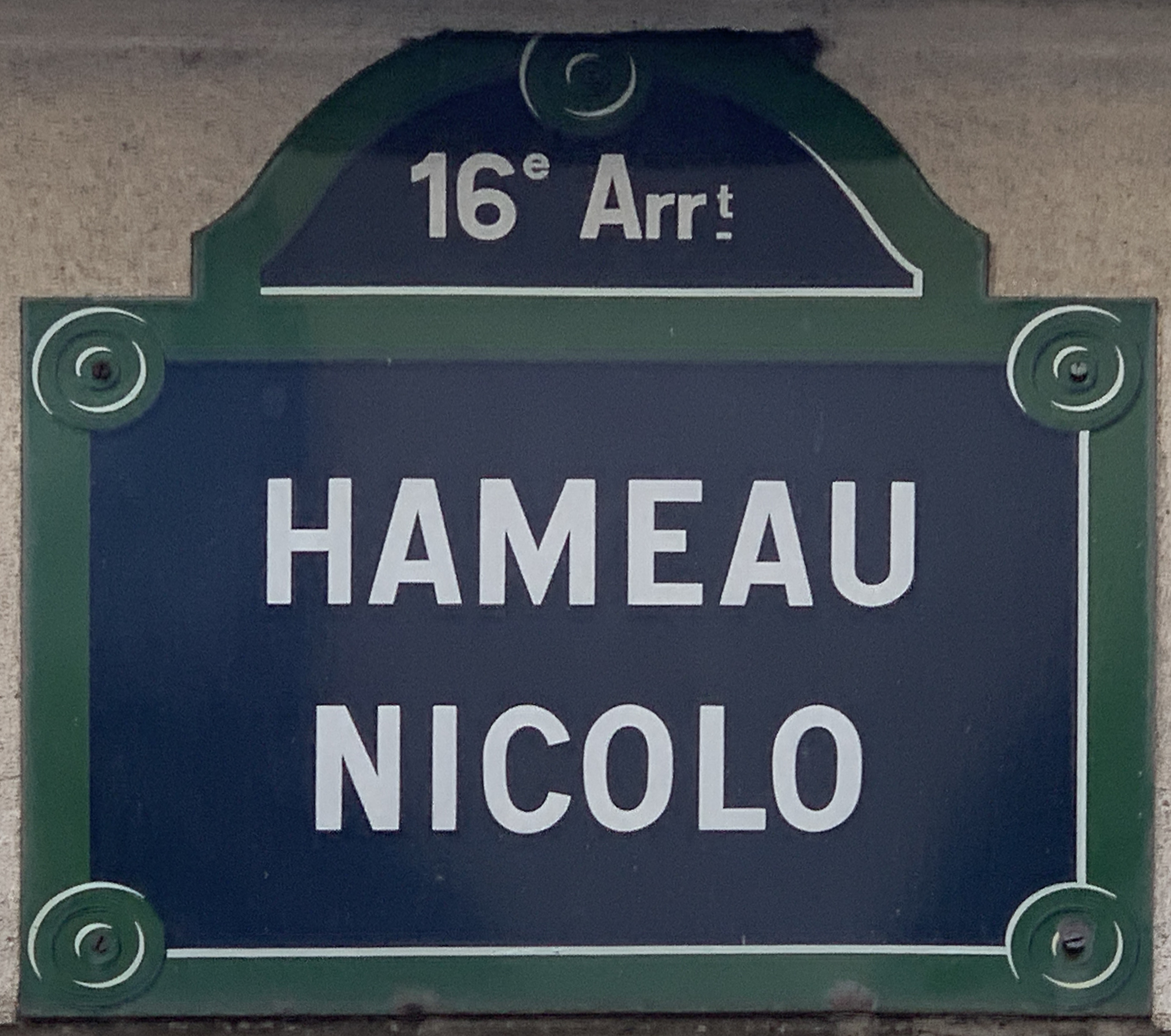
Plaque de la voie.

Le hameau Nicolo tire son nom du compositeur français Nicolas Isouard, dit Nicolò.
La proximité de la rue éponyme a sans doute été déterminante pour l'attribution du nom de cette voie.

## Historique
Dénommée provisoirement « voie J/16 » lors de son ouverture, cette voie prend sa dénomination actuelle par un décret municipal du 23 janvier 1992.